# Ken McNaught
Kenneth „Ken“ McNaught (* 11. Januar 1955 in Kirkcaldy) ist ein ehemaliger schottischer Fußballspieler und Sohn des ehemaligen Nationalspielers Willie McNaught. Der Innenverteidiger war nach ersten Profijahren für den FC Everton besonders als Mitglied der zu Beginn der 1980er-Jahre erfolgreichen Mannschaft von Aston Villa bekannt. Zumeist an der Seite von Abwehrpartner Allan Evans gewann er 1981 die englische Meisterschaft sowie ein Jahr später den Europapokal der Landesmeister und den Super Cup.

## Sportlicher Werdegang

### FC Everton (1972–1977)
Nachdem er sich dem FC Everton 1971 im Anschluss an ein erfolgreiches Vorspielen angeschlossen hatte, kam McNaught kurz vor seinem 20. Geburtstag im FA Cup gegen den FC Altrincham (1:1; Wiederholungsspiel: 2:0) zu den ersten beiden Pflichtspieleinsätzen. Kurz darauf folgten vier Ligapartien in der First Division, aber der Durchbruch des talentierten zentralen Abwehrspielers, der seine Größe und Robustheit gleichsam intelligent als auch „hart, aber fair“ einzusetzen wusste, gelang ihm erst rund ein Jahr später ab Ende Februar 1976. In der Saison 1976/77 agierte er zumeist an der Seite von Mick Lyons und er war der einzige Everton-Spieler, der alle 58 Pflichtpartien absolvierte. Dazu zählte auch der „Marathon“ im Ligapokalfinale gegen Aston Villa, das erst nach zwei Wiederholungsspielen verloren ging (0:0, 1:1, 2:3). Auf der gegnerischen Seite hatte Trainer Ron Saunders die Leistungen von McNaught mit großem Interesse zur Kenntnis genommen und nach dem Ende der Saison wechselte McNaught für eine Ablösesumme von 200.000 Pfund nach Liverpool. Da er bei den Everton-Anhängern zum Publikumsliebling avanciert war, wurde die Entscheidung mit Enttäuschung aufgenommen. Grund für die Personalie war aber, dass sein ehemaliger Förderer Billy Bingham den Verein verlassen hatte und Nachfolger Gordon Lee wollte die Finanzspritze nutzen, um einen neuen Torhüter (George Wood) und Flügelspieler (Dave Thomas) einzukaufen.

### Aston Villa (1977–1983)
Zwar fand McNaught auf Anhieb seinen Stammplatz in der neuen Mannschaft, aber die Abstimmung im Abwehrzentrum ließ anfänglich etwas zu wünschen übrig. Mit seinem ersten Defensivpartner Leighton Phillips harmonierte er nicht optimal und als dieser durch John Gregory ersetzt wurde, brachte dies nur leichte Verbesserungen. Dass von ihm dazu erwartet wurde den zum FC Southampton abgewanderten beliebten Chris Nicholl zu ersetzen, machte die Sache nicht leichter. Schließlich empfahl er seinem Trainer Saunders den groß gewachsenen Allan Evans, der sich durch eine gewisse Schnelligkeit auszeichnete und es verstand, auf der rechten zentralen Abwehrseite zu verteidigen. Dies wiederum kam McNaught entgegen, da er die linke der beiden Innenverteidigerpositionen bevorzugte.

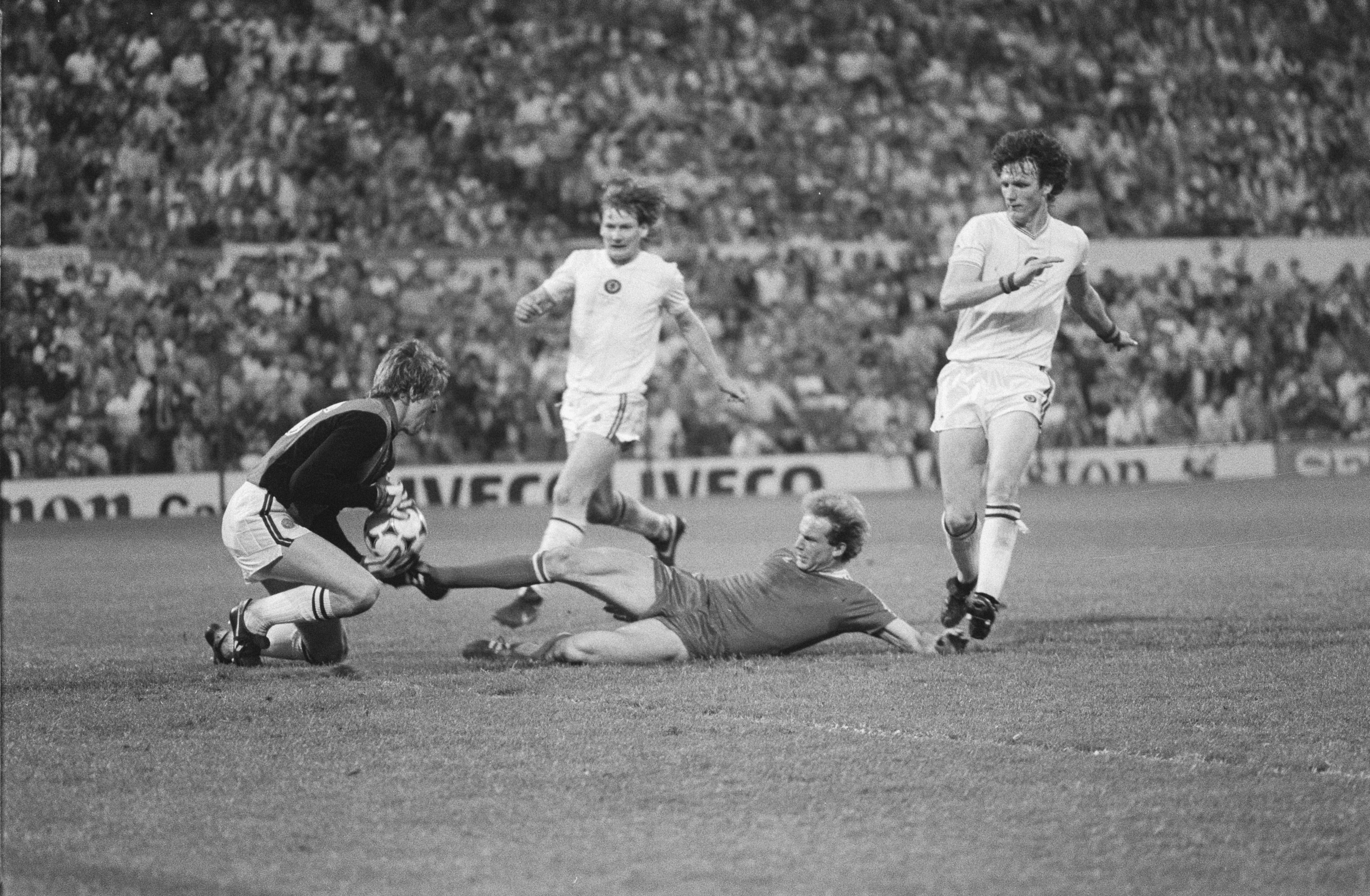
Ken McNaught (2. v. l.) im Finalspiel des Europapokals der Landesmeister gegen den FC Bayern München, 1982

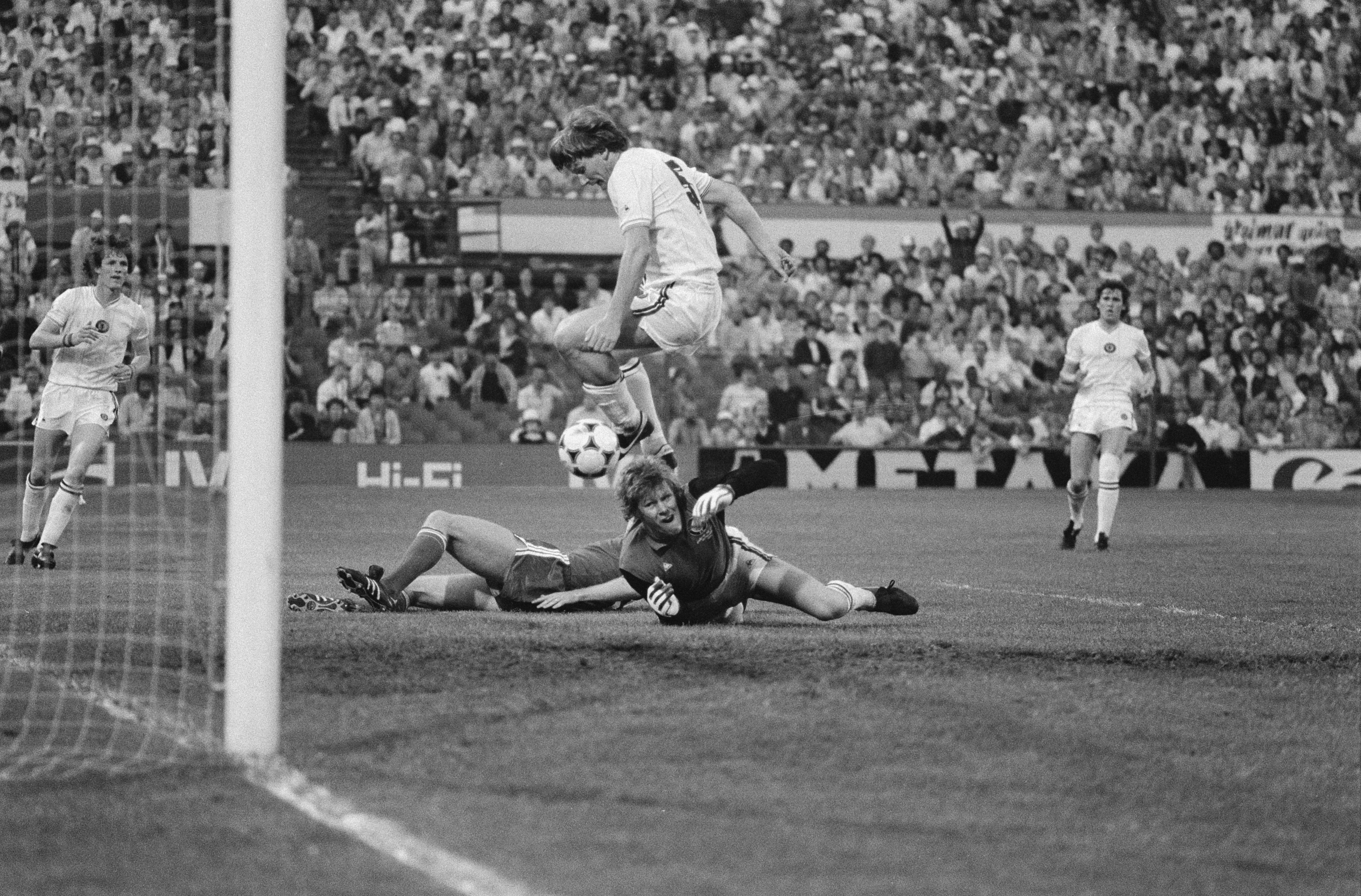
Ken McNaught springt über Karl-Heinz Rummenigge und seinen Teamkollegen Nigel Spink im Finalspiel des Europapokals der Landesmeister, 1982

Das Fundament für die künftigen Erfolge war damit gelegt und die von McNaught-Evans angeführte Abwehr ließ in der Saison 1980/81 die ligaweit wenigsten Gegentore zu. Gleichzeitig gewann Aston Villa die englische Meisterschaft und McNaught hatte erneut alle 42 Ligaspiele bestritten. Aufgrund einer Knieoperation und einer daraus resultierenden Venenthrombose pausierte McNaught über lange Strecken der Spielzeit 1981/82, kehrte dann aber zu den entscheidenden Partien auf dem Weg zum Gewinn des Europapokals der Landesmeister 1982 zurück. Besonders sein Tor im Viertelfinalrückspiel zum 2:0 gegen Dynamo Kiew (Hinspiel: 0:0) und die „Abwehrschlacht“ im Finale gegen den FC Bayern München (1:0) in Rotterdam brachten ihm große Anerkennung ein. Nächster Höhepunkt war im Januar 1983 der Gewinn des Super Cups gegen den FC Barcelona, als McNaught nach einer 0:1-Hinspielniederlage im Rückspiel per Flugkopfball in der Verlängerung das 3:0 und damit die Entscheidung markierte.
Aufgrund der Folgeschäden seiner Verletzung spielte McNaught aber fortan nicht mehr auf höchstem Niveau. Das Gerinnsel war trotz seiner Verletzungspause in der Wade geblieben und sorgte dafür, dass McNaughts Bewegungsapparat eingeschränkt war. Stetig hatte er damit zu kämpfen, die wiederkehrenden Schwellungen zu beseitigen und im August 1983 wechselte er zum Erstligakonkurrenten West Bromwich Albion.

### Letzte Karrierestationen (1983–1986)
Zwar war McNaught in der Saison 1983/84 noch einmal mit 42 Ligaeinsätzen „dauerpräsent“, aber die körperlichen Probleme traten immer mehr in den Vordergrund. Bei „WBA“ spielte er fortan keine Rolle mehr und in seinem zweiten Jahr half er zur Jahreswende beim Zweitligisten und späteren Aufsteiger Manchester City aus. Seine letzte Station war in der Spielzeit 1985/86 mit Sheffield United ein weiterer Zweitligist, bevor er im Sommer 1986 die Karriere beendete. Mit der Fortführung seiner Laufbahn hätte er nach Rücksprache mit Ärzten ernsthaft seine Gesundheit und möglicherweise eine Beinamputation riskiert.

## Nach dem Fußball
Aus dem Fußball in die Arbeitslosigkeit entlassen hatte McNaught zunächst Schwierigkeiten damit in einem bürgerlichen Beruf Fuß zu fassen. Da die Hypothekenzahlungen nicht mehr geleistet werden konnten, musste McNaught sein Haus in Solihull verkaufen und er kehrte in seine schottische Heimat zurück. Nach drei Jahren fand er eine neue Beschäftigung in der Golfbranche und er wurde Verwalter der Anlagen im Crieff Hydro Hotel, in Perthshire gelegen.
Sein ehemaliger Villa-Mannschaftskollege Jimmy Rimmer ermöglichte ihm danach die Rückkehr in den Fußball, indem er ihm eine Stelle als Akademieleiter des chinesischen Klubs Dalian Shide empfahl. Sein Aufenthalt dort war nur von kurzer Dauer und nachdem man ihn zwei Monate nicht bezahlt hatte, kehrte McNaught ein weiteres Mal nach Schottland zurück. Im vornehmen Gleneagles arbeitete er die folgenden zehn Jahre erneut in den dortigen Golfanlagen.
Im Jahr 2002 wanderte er mit seiner Frau nach Australien aus und in Perth wohnte er (zufällig) in der Nähe seines ehemaligen Mannschaftskameraden und Europapokal-Siegtorschützen Peter Withe. McNaught eröffnete ein Cateringunternehmen und war dabei in der Bergbaubranche aktiv, die er zumeist versorgte. Die Selbständigkeit erwies sich zum Ende des Jahrzehnts für den Mittfünfziger aber zunehmend als zu belastend und als ihm bei Aston Villa ein Angebot unterbreitete, im Verein mitzuarbeiten und die Vereinigung der Ex-Spieler anzuführen, nahm er dieses an und kehrte nach Birmingham zurück.

## Titel/Auszeichnungen
- Europapokal der Landesmeister (1): 1982
- Europäischer Supercup (1): 1982
- Englische Meisterschaft (1): 1981
- Charity Shield (1): 1981